# Rivière Martel
Pour les articles homonymes, voir Martel.
La rivière Martel est un affluent de la rivière Peter-Brown, coulant dans la municipalité de Landrienne, dans la municipalité régionale de comté (MRC) de Abitibi, dans la région administrative du Abitibi-Témiscamingue, au Québec, au Canada.
La foresterie et l'agriculture ont les activités principales de ce bassin versant. Dès 1918, un contingent de pionniers se sont établis le long du chemin de fer du Transcontinental, dans un territoire à environ 12 km à l'est de la ville abitibienne d'Amos et au nord de La Corne. Ils provenaient de la Mauricie, surtout de Sainte-Thècle et de Saint-Prosper-de-Champlain. Au début de la période de colonisation, ils étaient approvisionnés en matériel par les familles restant en Mauricie grâce au chemin de fer.

## Géographie

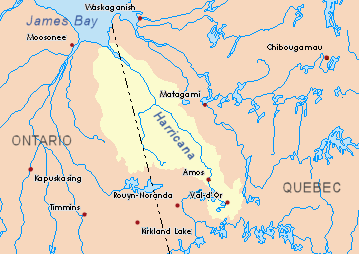
Bassin hydrographique de la rivière Harricana.

Les bassins versants voisins de la rivière Martel sont :
- côté nord : rivière Peter-Brown, rivière Castagnier, ruisseau Duverny ;
- côté est : rivière La Corne, rivière Laine, rivière Vassan ;
- côté sud : rivière Peter-Brown, rivière La Corne, rivière Laine ;
- côté ouest : rivière Landrienne, lac La Motte, rivière Harricana.

La rivière Martel tire sa source de ruisseaux drainant une plaine située dans la partie ouest de la municipalité de Landrienne et comportant quelques zones de marais. Cette plaine s'étend au pied du versant ouest d'une série de montagnes s'étalant dans le sens nord-sud.
La source de la rivière Martel est située au nord-est de la confluence de la rivière Martel avec la rivière Landrienne, au sud-est  de Landrienne et d'Amos.
À partir de sa source, la rivière Martel coule sur environ 10 km d'abord vers le nord-ouest, en recueillant divers ruisseaux venants de l'est, jusqu'au ruisseau Labargne venant de l'est, puis vers le nord-ouest jusqu'à son embouchure.
La rivière Martel se déverse sur la rive gauche de la rivière Peter-Brown au nord-est de la confluence de cette dernière avec la rivière Landrienne. De là le courant coule vers le sud-ouest jusqu'à la rivière Landrienne puis rejoint la rive gauche de la rivière Harricana à l'est du centre-ville d'Amos.

## Toponymie
Le terme « Martel » constitue un patronyme de famille d'origine française.
Le toponyme « rivière Martel » a été officialisé le 5 décembre 1968 à la Commission de toponymie du Québec, soit lors de sa fondation.